# إريك بيلي (لاعب كرة قدم أمريكية)
اريك بيلي (بالإنجليزية: Eric Bailey)‏ هو لاعب كرة قدم أمريكية أمريكي، ولد في 12 مايو 1963 في فورت وورث في الولايات المتحدة.